# Charlie Williams (futebolista)
Charles Albert Williams, mais conhecido como Charlie Williams (Welling, 19 de novembro de 1873 — Rio de Janeiro, 1952) foi um treinador e ex-futebolista inglês, que atuou como goleiro.
Charlie entrou para a história do futebol por ter sido o primeiro goleiro a marcar gol em uma partida oficial. No dia 14 de abril de 1900, na partida diante do Sunderland, Williams, que atuava pelo Manchester City, deu um arremate para frente a fim de afastar a bola do ataque do adversário. O chute foi tão forte que pegou o arqueiro adversário desprevenido e a bola acabou no fundo da rede.

## Carreira

### Como jogador
Charlie começou sua carreira futebolística em 1891 no Arsenal. Atuou poucas vezes no time titular dos Gunners até a temporada 1893–94, quando assumiu a meta do time londrino.
Em 1894, foi contratado pelo Manchester City. Chegou como titular e logo se tornou um dos jogadores preferidos da torcida e da direção por suas boas atuações. Entrou para a história dos Citizens por fazer parte do primeiro título do time desde sua fundação na temporada 1898–99, durante a disputa da Segunda Divisão Inglesa. Um ano depois, entrou para os registros históricos do futebol ao marcar o primeiro gol de goleiro que se tem registro oficial.
Depois de oito temporadas, dois títulos e mais de 200 partidas com o City, Charlie Williams seguiu para o Tottenham, onde atuou por mais três temporadas e levantou apenas um troféu de menor expressão: a Western League de 1903–04 — torneio que envolvia equipes do oeste inglês.
Após a passagem pelos Spurs, atuou ainda por Norwich City e Brentford, onde encerrou sua carreira nos gramados em 1908.

### Como treinador

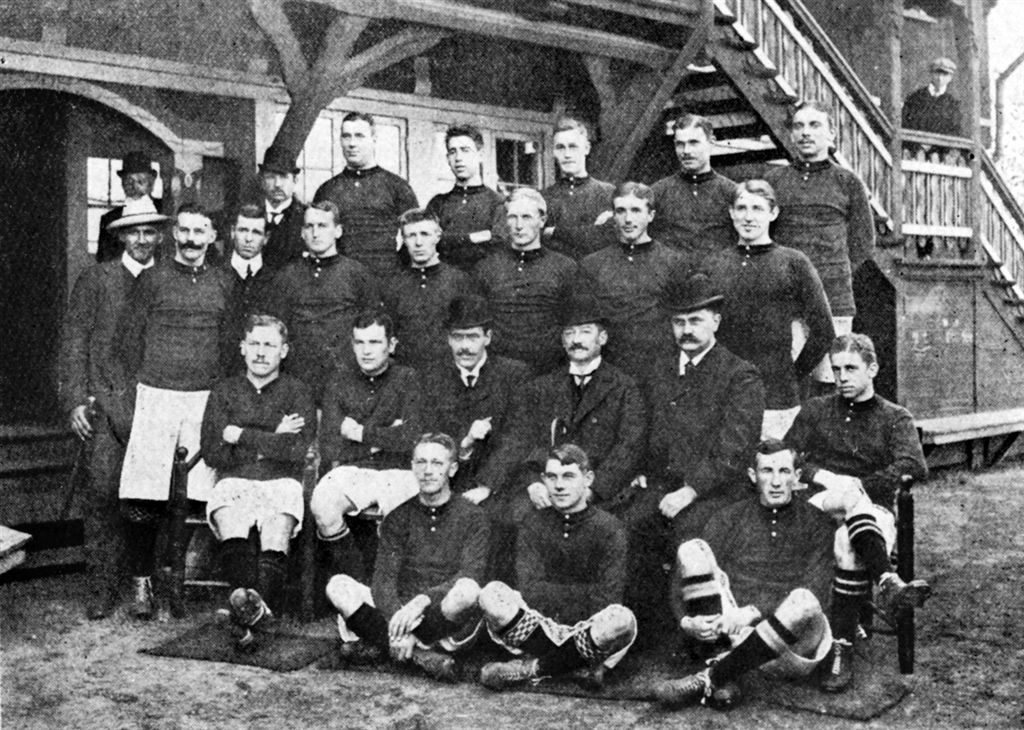
Seleção Dinamarquesa, Medalha de Prata nas Olimpíadas de 1908.

Depois de pendurar as luvas, o histórico goleiro inglês enveredou na carreira de treinador, assumindo o comando da Seleção da Dinamarca no mesmo ano de seu aposento. Começou muito bem sua trajetória, conquistando a medalha de prata nos Jogos Olímpicos de Londres, ainda em 1908.
Em 1911, foi convidado pelo Fluminense para ser o técnico. Mais uma vez, Williams foi pioneiro, já que tornou-se, naquele momento, o primeiro técnico profissional a assumir o comando técnico de uma equipe no futebol brasileiro a longo prazo, pois em  1907, o escocês Jock Hamilton havia sido contratado pelo Paulistano para treinar os seus times por apenas 3 meses, após o que retornou ao seu Fulham FC. Participou do primeiro Fla-Flu da história, em 7 de julho de 1912 no Estádio de Laranjeiras, que terminou com vitória do Tricolor por 3–2, e que contribuiu para o Flu sagrar-se campeão carioca no ano de estreia de Williams.
Após a passagem pelo Brasil, ainda treinou o B 93, da Dinamarca, e o Olympique Lillois (atual Lille), da França, até retornar ao Fluminense em 1924, quando conquistou mais um título carioca. Ficou em Laranjeiras até 1926. Depois, passou por America (1928), Botafogo (duas vezes em 1929) e Flamengo (1930–1931), onde encerrou sua carreira.

## Estatísticas

### Como treinador
| Ano       | Clube                | J  | V  | E | D  | GP  | GC  | SG  | Aprov. |
| --------- | -------------------- | -- | -- | - | -- | --- | --- | --- | ------ |
| 1908–1910 | Seleção Dinamarquesa | 4  | 3  | 0 | 1  | –   | –   | –   | 75%    |
| Total     | Total                | 4  | 3  | 0 | 1  | –   | –   | –   | 75%    |
| 1911–1912 | Fluminense           | 24 | 13 | 3 | 8  | 55  | 43  | 12  | 58,33% |
| 1924–1926 | Fluminense           | 55 | 41 | 6 | 8  | 172 | 73  | 99  | 78,18% |
| Total     | Total                | 79 | 54 | 9 | 16 | 227 | 116 | 111 | 72,15% |
| 1930–1931 | Flamengo             | 38 | 14 | 2 | 22 | –   | –   | –   | 38,06% |
| Total     | Total                | 38 | 14 | 2 | 22 | –   | –   | –   | 38,06% |

## Títulos

### Como jogador
Manchester City
- Segunda Divisão Inglesa: 1898–99

Tottenham
- Liga Oeste de Futebol: 1903–04

### Como treinador
Seleção dinamarquesa
- Jogos Olímpicos de Londres: Medalha de prata em 1908

Fluminense
- Campeonato Carioca: 1911 e 1924

America
- Campeonato Carioca: 1928

## Vida pessoal
O bisneto de Charlie, Seth Burkett, nascido em Peterborough, em 1991 atuou como lateral-esquerdo por 15 minutos num jogo amistoso do Sorriso , do Mato Grosso, em janeiro de 2009.
Alguns relatos dizem ainda que o ex-goleiro teve um filho, também chamado Charlie, que atuou como árbitro da década de 1950.